# Smilisca phaeota
Smilisca phaeota – gatunek płaza bezogonowego z podrodziny Hylinae w rodzinie rzekotkowatych (Hylidae).

## Występowanie
Występuje na zboczach Karaibów od Hondurasu po Kolumbię i na pacyficznych wybrzeżach od Kostaryki po Ekwador.
Zamieszkuje głównie nizinne lasy deszczowe do wysokości 1600 m n.p.m. (według innego źródła 1000 m n.p.m.).
Jest spotykana również na obszarach zamieszkałych przez ludzi, w miejscach takich jak kanalizacja deszczowa i okolice budynków, w których mieszczą się laboratoria.

## Charakterystyka
Smilisca phaeota to stosunkowo duża żaba z rodziny rzekotkowatych, dorosłe osobniki dorastają do 78 mm długości. Żaba ta jest łatwo rozpoznawalna, ponieważ jest to jedyna duża rzekotka w Kostaryce, która ma zarówno srebrzystobiały pasek na górnej wardze, jak i ciemny, maskowaty pasek od nozdrzy do ramion. Wiele osobników ma zielone punkty po obu stronach głowy pomiędzy ciemną maską a wargą. Zabarwienie nie jest jednakowe u wszystkich osobników, może mieścić się w zakresie od jasnozielonego do jasnobrązowego, żaba może mieć jednolity kolor lub posiadać plamę grzbietową w kolorze od ciemnooliwkowego do ciemnobrązowego. Ciało jest stosunkowo spłaszczone, a powierzchnia grzbietowa jest gładka. Długość i szerokość głowy są jednakowe, a pysk jest zaokrąglony. Ma błonę pomiędzy palcami kończyn przednich i tylnych, a na każdym palcu posiada powiększony dysk, który umożliwia łatwe przyczepianie się do powierzchni, po których porusza się żaba. Błony bębenkowe są widoczne. Oczy duże z poziomymi, eliptycznymi źrenicami i miedzianymi tęczówkami.

## Tryb życia
Żaby tego gatunku są aktywne głównie w nocy i w porze deszczowej. W ciągu dnia śpią na dużych liściach, paprociach drzewiastych oraz zwiniętych liściach bananowca. Przedstawiciele Smlisca phaeota żywią się głównie niewielkimi stawonogami.

## Rozmnażanie
W porze godowej po zmierzchu samce wydają głośne dźwięki w celu zwabienia samic. Samice składają do 2000 jaj, tworząc z nich cienką warstwę na powierzchni wody. Jaja składane są w kałużach, które szybko wysychają, dlatego też kijanki rozwijają się szybko.
Kijanki są średniej wielkości, mogą dorastać do 30 mm długości. Mają mocne ciało, przednio-brzuszną jamę gębową, grzbietowo-boczne oczy, boczne szczeliny skrzelowe i zaokrągloną końcówkę ogona.